# Adam Henkell

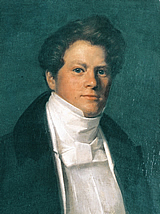
Adam Henkell (1801–1866)

Adam Henkell (* 14. August 1801 in Kassel; † 26. April 1866 in Mainz) war ein deutscher Kellereiunternehmer und Gründer der Wein- und Sektkellerei Henkell & Co.

## Leben
Adam Henkell war der Sohn des Kasseler Kaufmanns Martin Henkell und seiner Frau Margaretha Elisabetha Kloeckner. Er gründete 1832 in Mainz eine Weinhandlung, mit Weinen aus Rheinhessen, dem Rheingau und anderen Weinen aus der weiteren Umgebung. Schaumwein ließ er zunächst im Lohn fertigen, ab 1856 ist in der Mainzer Walpodenstraße nahe dem Kästrich eine Produktion von etwa 12.000 Flaschen rheinischen Schaumweins belegbar.
Henkell war seit 1837 verheiratet mit Franziska Großmann.
Der Gründer des Hauses Henkell starb 1866 und wurde auf dem Mainzer Hauptfriedhof begraben. Rudolf (1843–1912), sein Sohn, übernahm die Führung der Gesellschaft. 1892 wurde dessen Sohn Otto Henkell Teilhaber an dem von seinem Großvater gegründeten Unternehmen, das er später nach Biebrich verlegte.